# Zabulon
Zabulon (Zebulon sau Zebulun, în ebraică זבולון, Zevulun) este al zecelea fiu al lui Iacob, mama lui fiind Lia. El a dat numele unuia din cele 12 triburi ebraice sau israelite antice.